# Bauhaus a Budapest
Il Bauhaus è stato uno "stile" architettonico dominante nella città di Budapest, capitale dell'Ungheria tra il 1930 e il 1948. Ne sono testimoni edifici residenziali, cinema, chiese e persino l'aeroporto, ubicati in particolare tra il XIII distretto della città, nel quartiere di Újlipótváros, e il II distretto, nei quartieri Városmajor e Pasarét.

## Pasarét

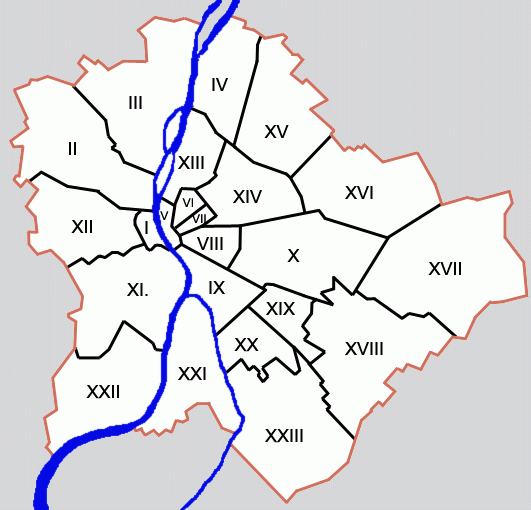
I distretti della città di Budapest

- Ville in Napraforgó utca 1-22, II distretto.

Nel 1931 alcuni dei rappresentanti del Movimento Moderno proposero al Consiglio dei lavori pubblici di Budapest di realizzare una via progettata dai migliori architetti, sull'esempio di Stuttgart. Il progetto fu messo in atto un anno dopo.
All'interno del sito c'è una piccola piazza al centro della strada, nella quale una pietra segna i nomi di tutti gli architetti coinvolti e 22 ville, a fianco delle quali vi è un'insenatura chiamata "trincea del diavolo".
I caratteri originali del luogo si sono mantenuti costanti, nonostante alcune delle abitazioni sono state ricostruite successivamente.
- Villa con due piani, Lotz Károly utca 4/b

La villa è stata costruita nel 1933 e la scelta di realizzarla su due piani è dovuta all'esigenza di aumentare lo spazio del giardino.
L'architetto progettista è stato Farkas Molnár, ungherese e maestro al Bauhaus.
- Villa con mura variabili, Harangvirág utca 11

Le mura variabili danno la possibilità ai residenti di avere a disposizione un'area di 100 m².
- Villa, Pasaréti út 97

Questo edificio di più piani dialoga in maniera armoniosa con il giardino. Durante gli anni 70 è stato ampliato, mantenendo i caratteri del progetto originale.
- Villa, Orsó utca 21

Questo edificio è stato realizzato con una terrazza sul tetto e su un terreno molto stretto e inclinato. L'architetto fu Lajos Kozma.
- Edificio residenziale, Trombitás utca 32

## Edifici Religiosi tra Városmajor e Pasarét

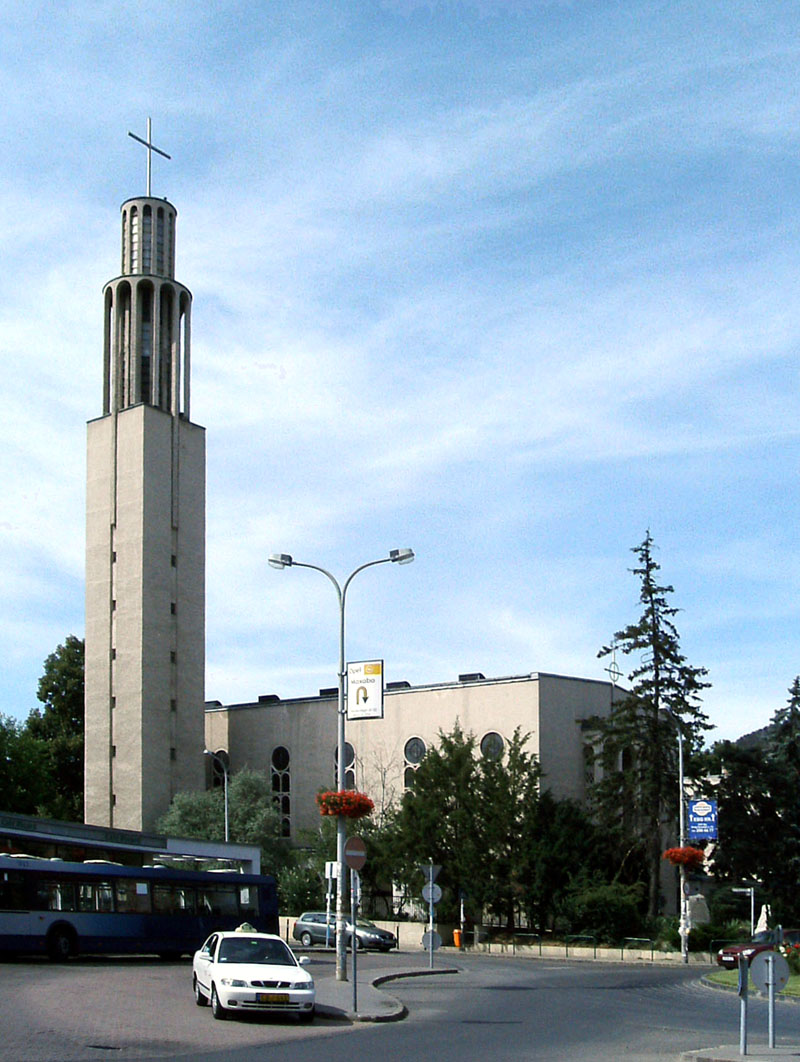
Chiesa di Pasarét, Gyula Rimanóczy

- Chiesa del Cuore di Gesù, 5 Csaba utca, Városmajor

L'opera dell'architetto Bertalan Arkay rappresenta un importante esempio dell'architettura del XX secolo e dell'architettura religiosa ungherese in generale.
- Chiesa cattolico-romana e monastero, Pasaréti tér, Pasarét

È stata creata nel centro del quartiere nel 1933 su progetto di Gyula Rimanóczy.

## Újlipótváros, Szent István park e Margit körút

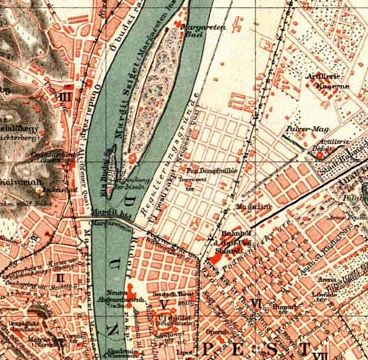
Progetto urbanistico di Ujlipótváros, 1888

- Szent István park (Parco di Santo Stefano)

Quest'area, nel XIII distretto, tra il Danubio e la Hollán Ernő utca e legata alla città a Nord dal ponte Margit, fu realizzata nel 1930 con enorme velocità, lungo Pozsonyi út. Uno dei luoghi più rappresentativi della zona è il Szent István park, con un'enorme terrazza con vista sul fiume.
Gli edifici, la cui costruzione partì nel 1928 su un'area di 33.000 m², sono alti 25 metri e hanno ciascuno sei piani.
La maggior parte di essi è stata progettata da Béla Hofstätter e Ferenc Domány.

## Galleria d'immagini

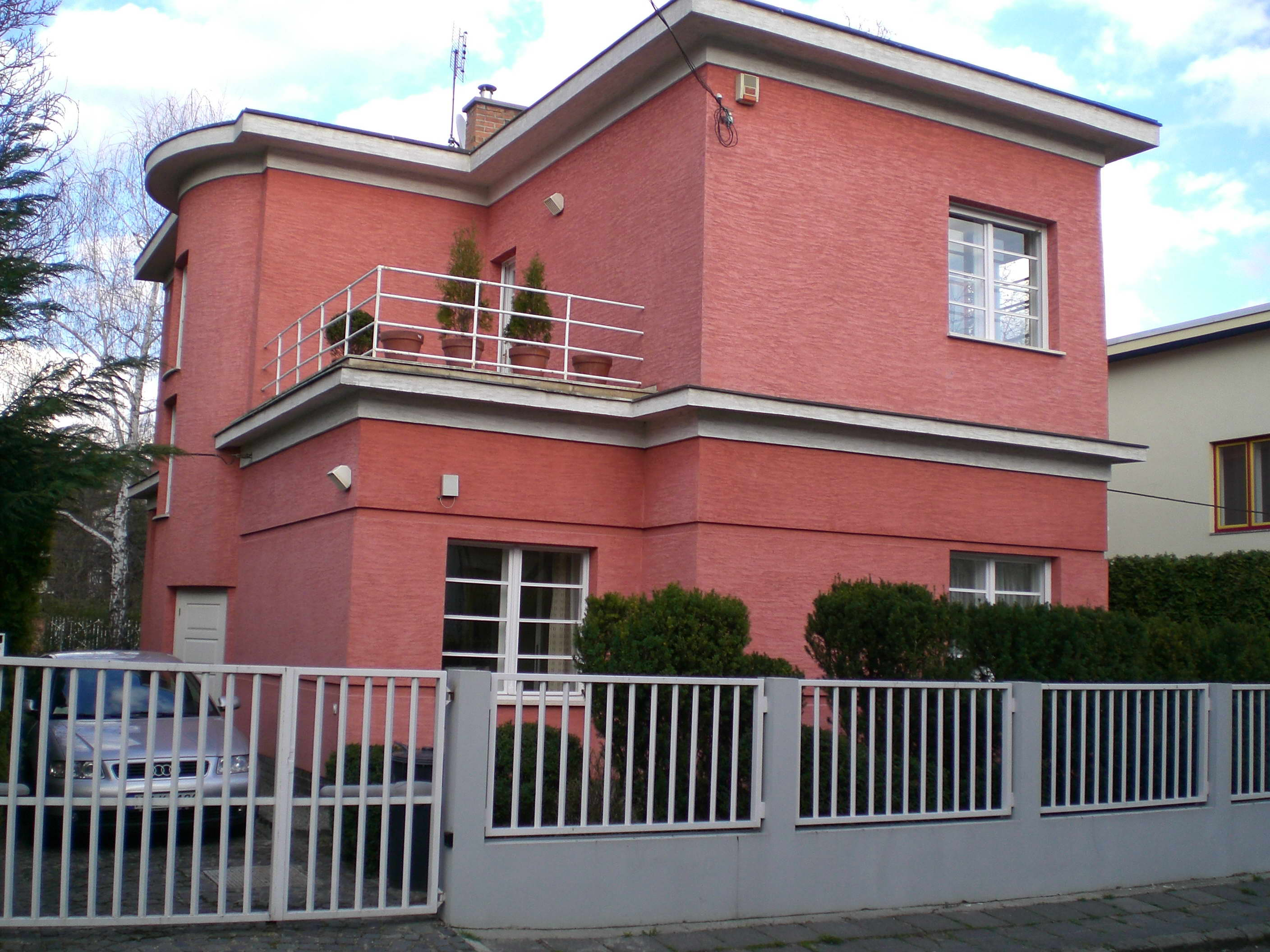
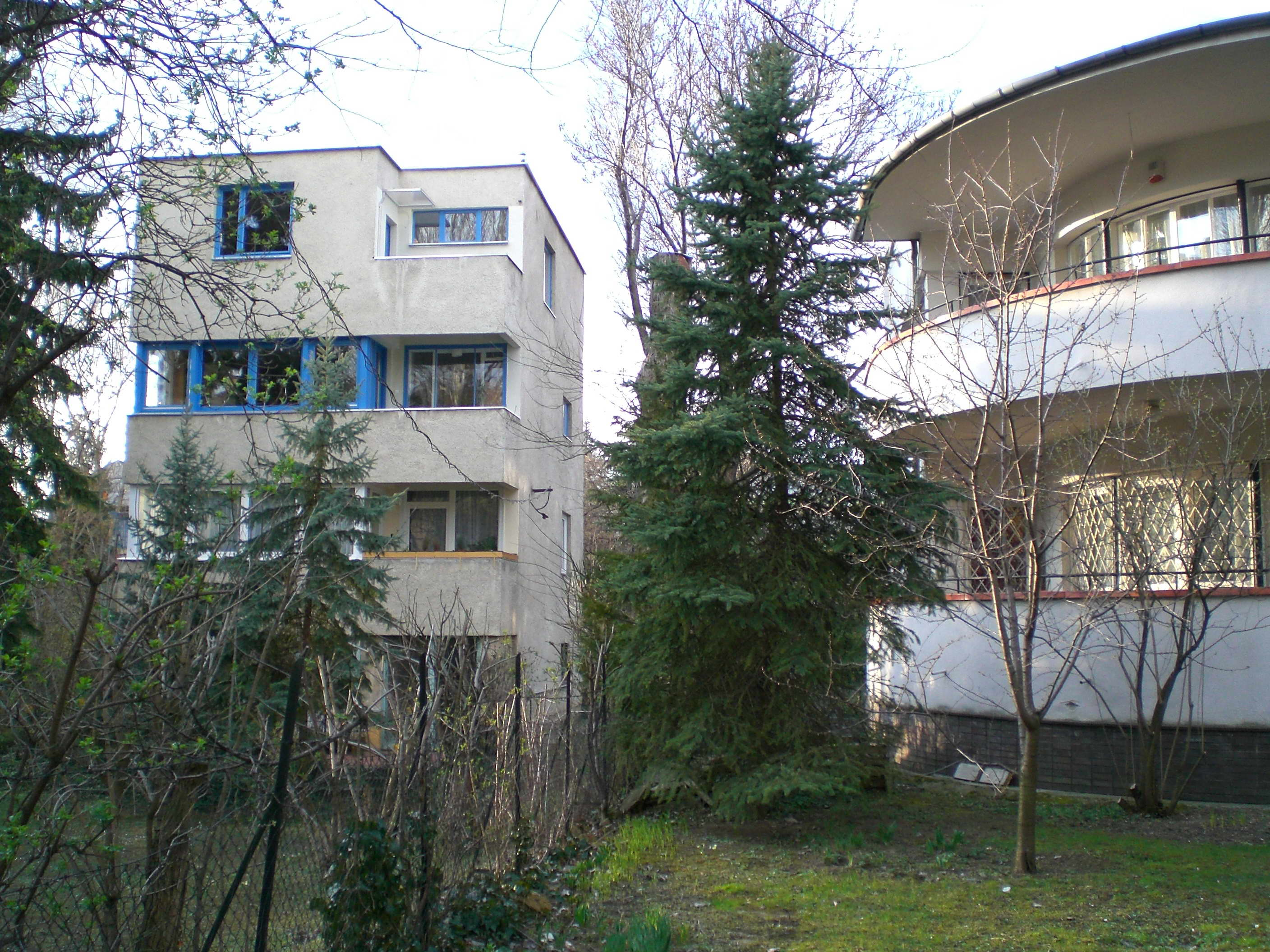
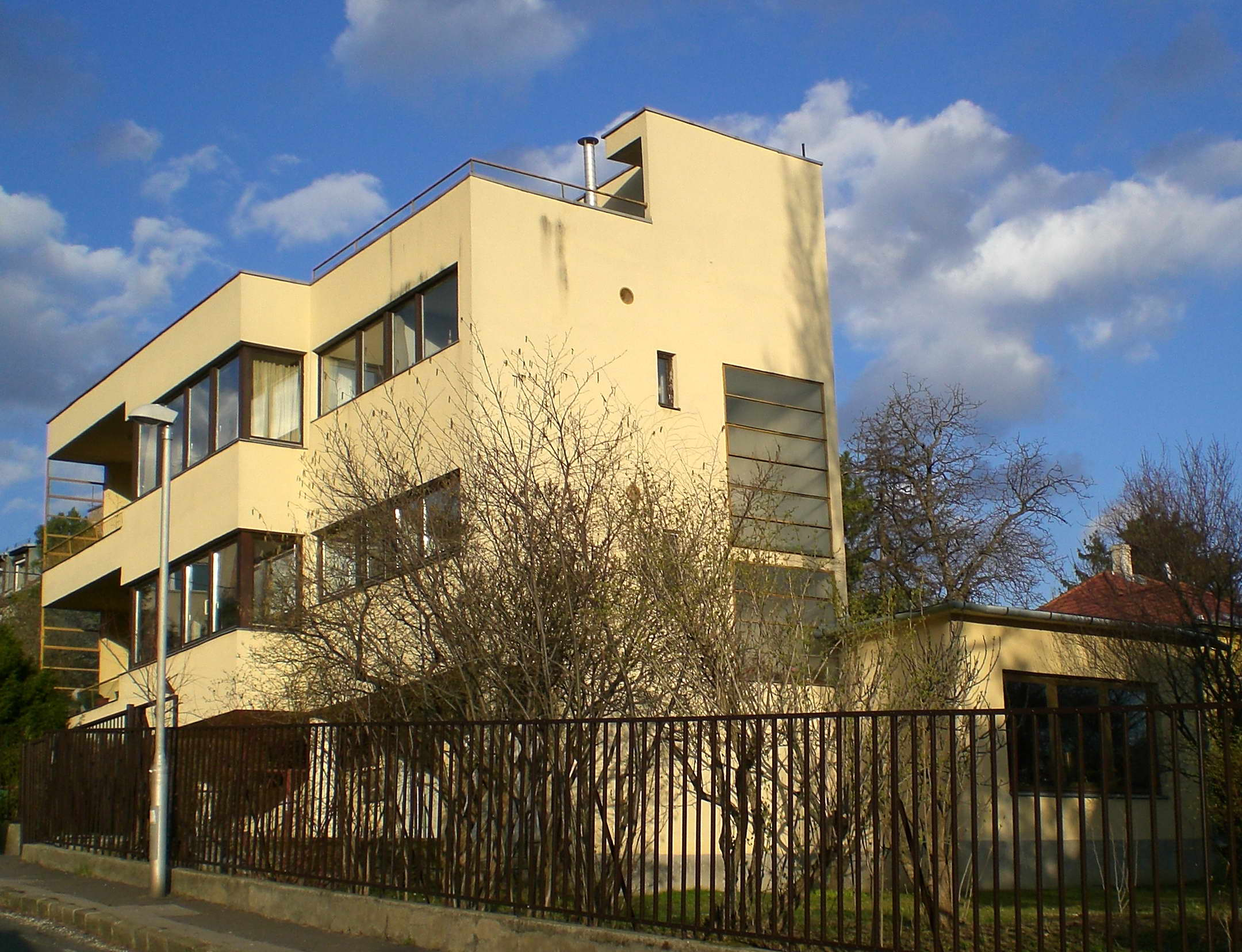
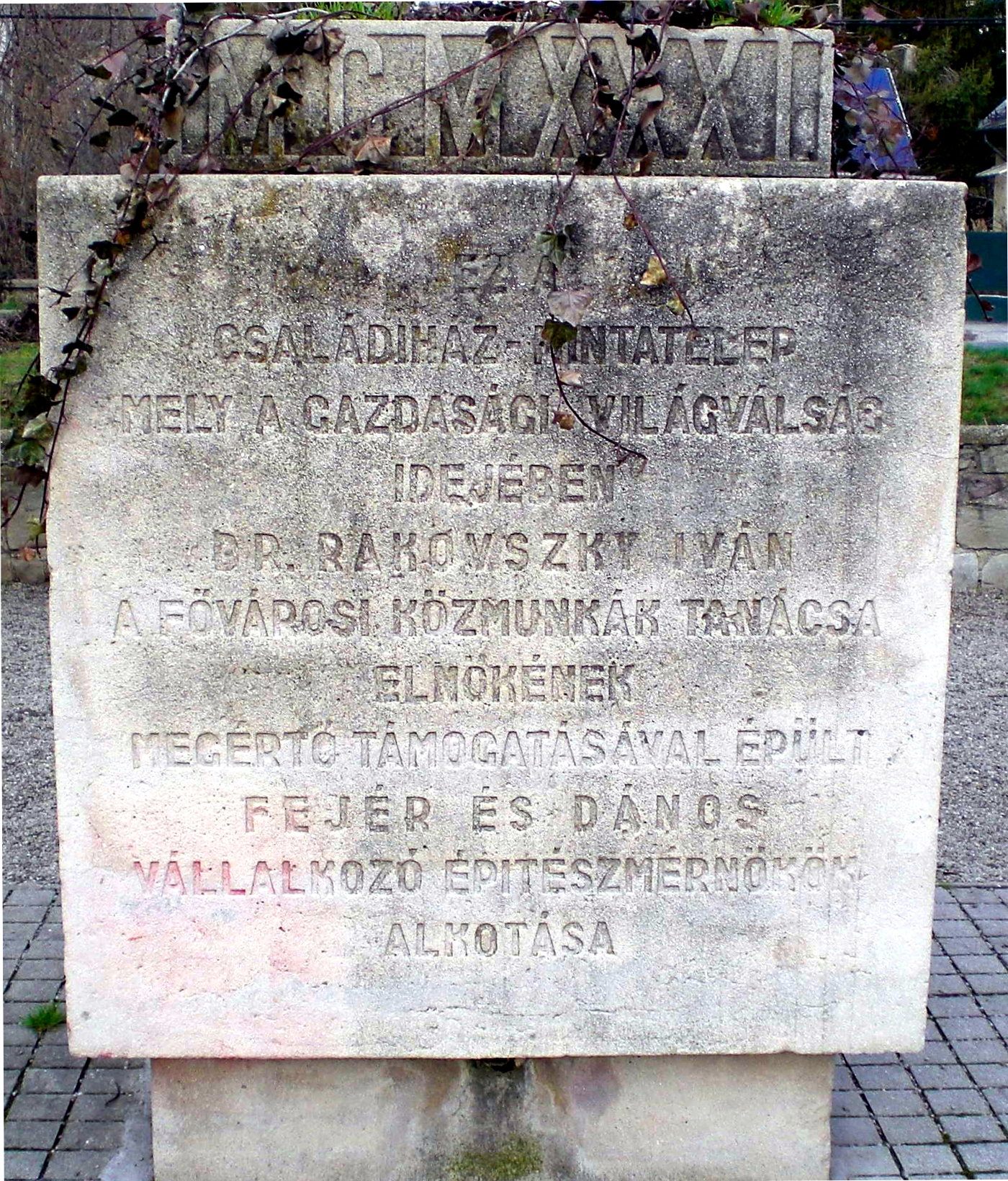
Insediamento iniziato nel 1932 dopo la grande depressione
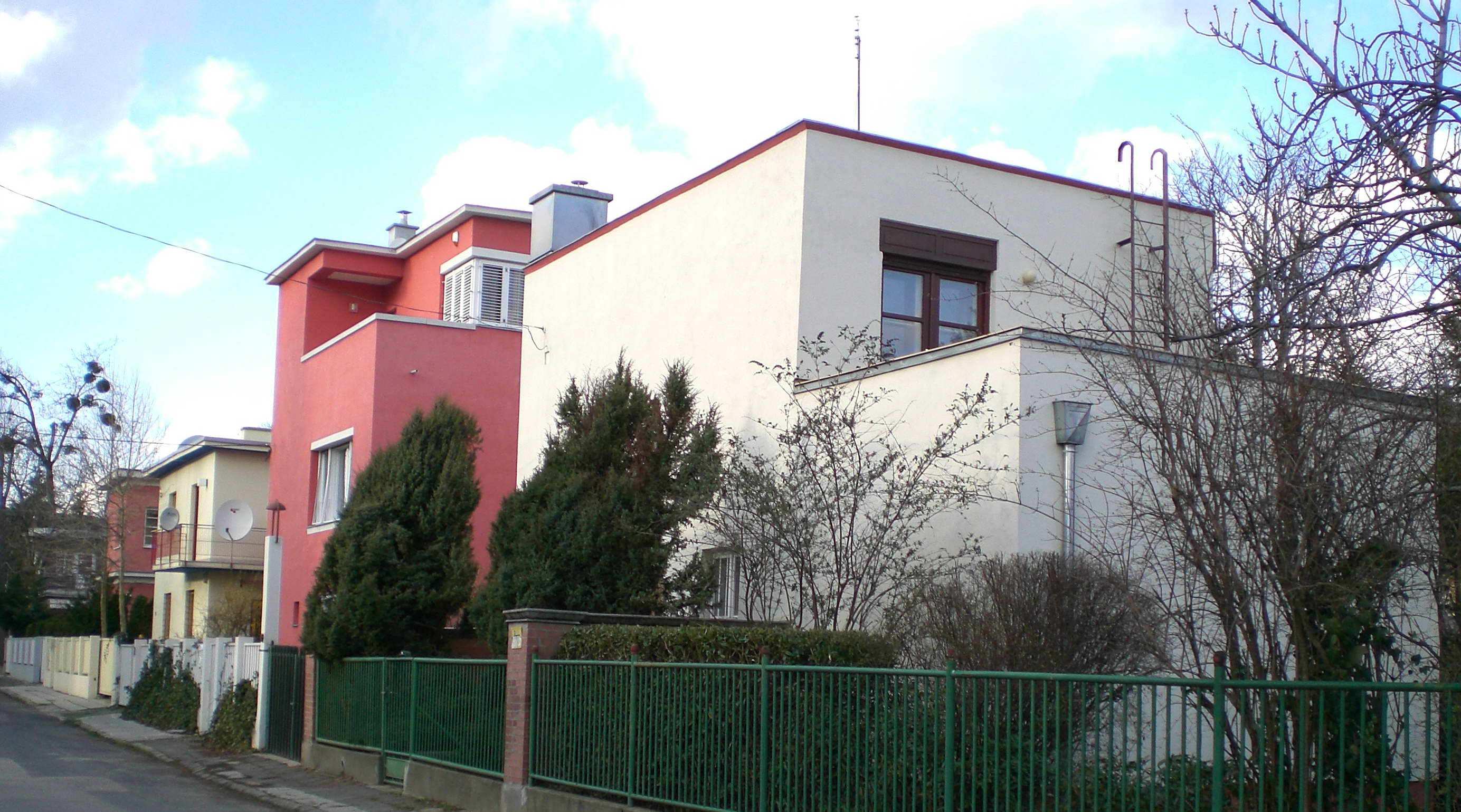
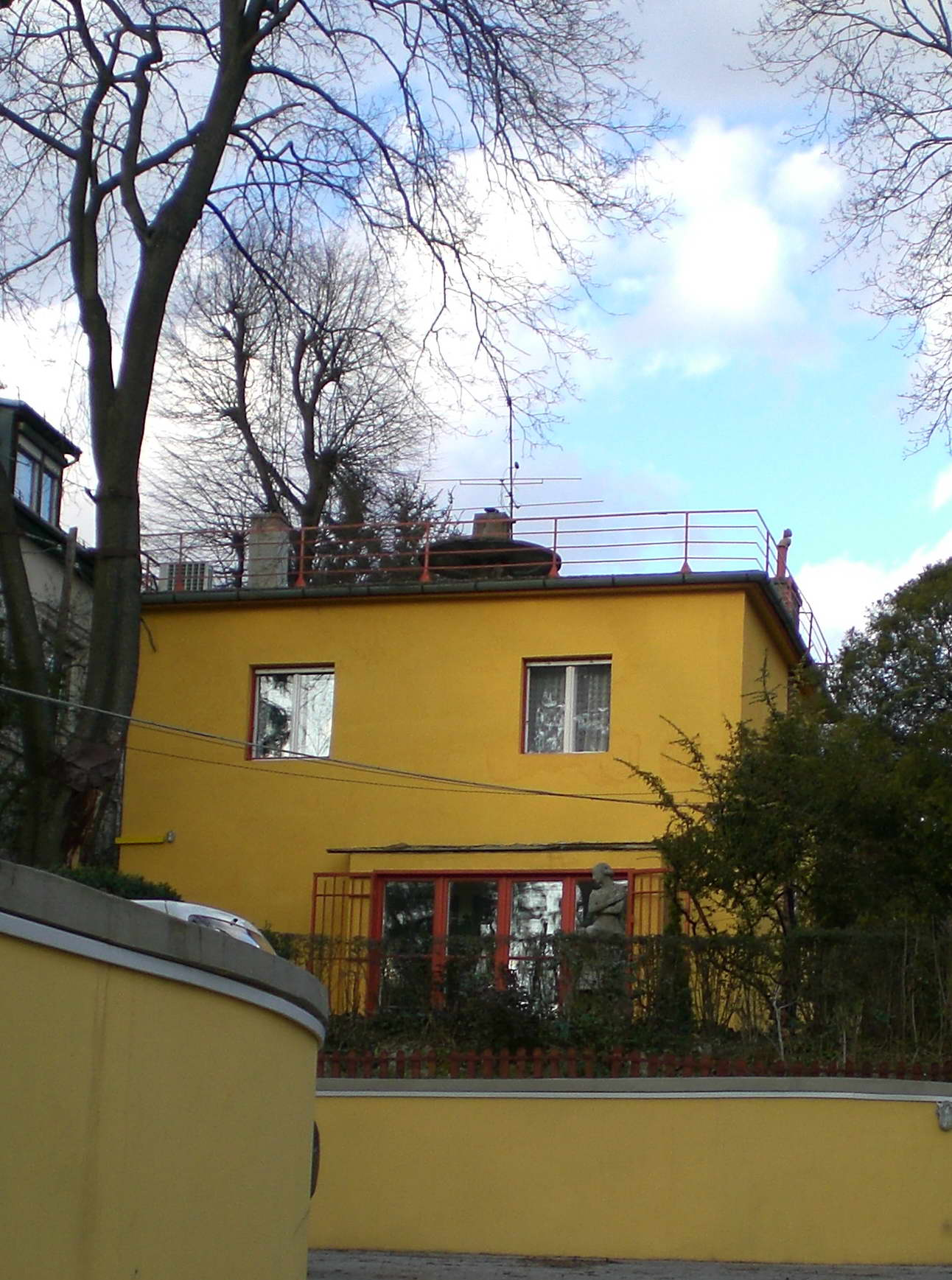
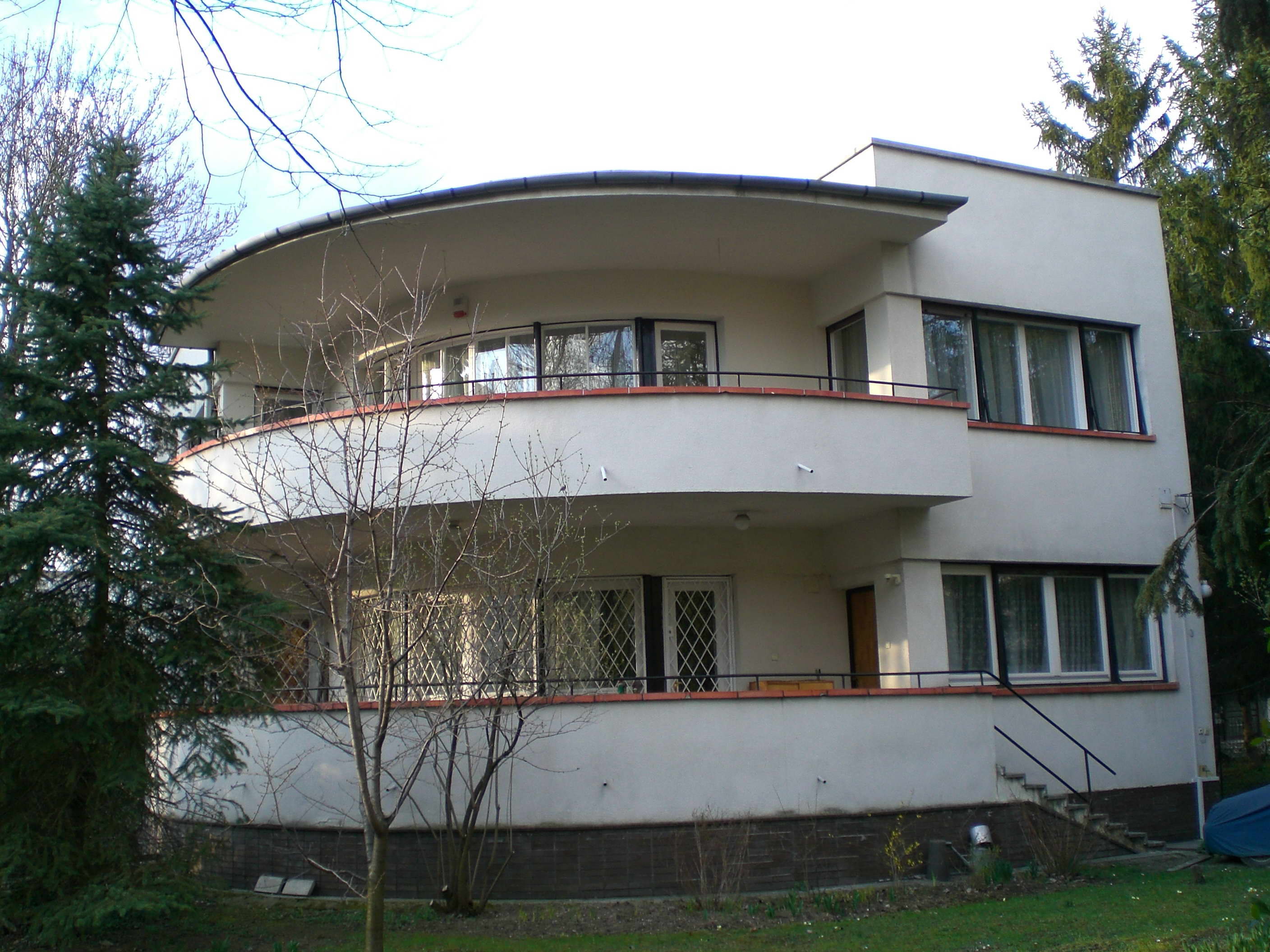
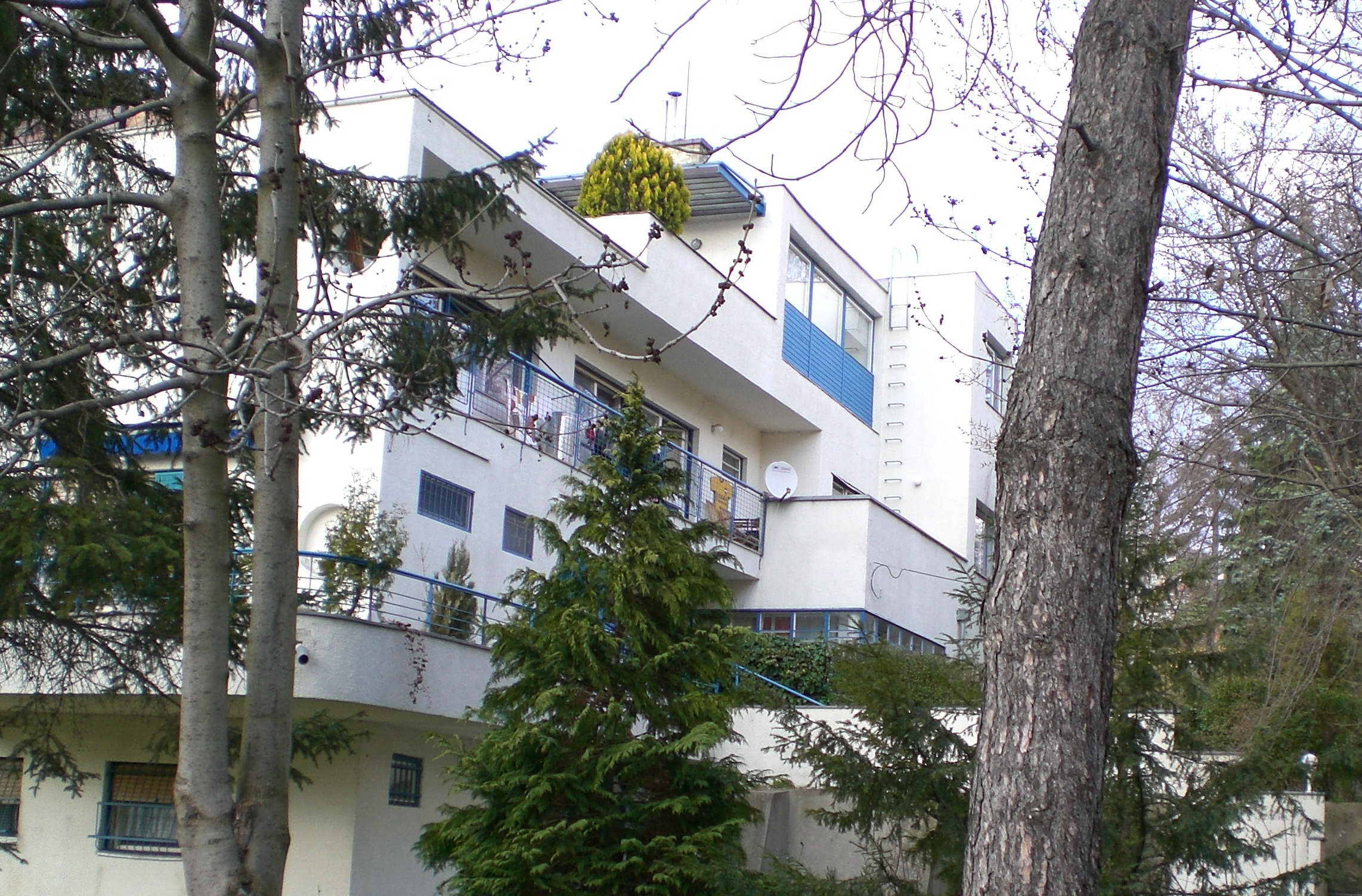
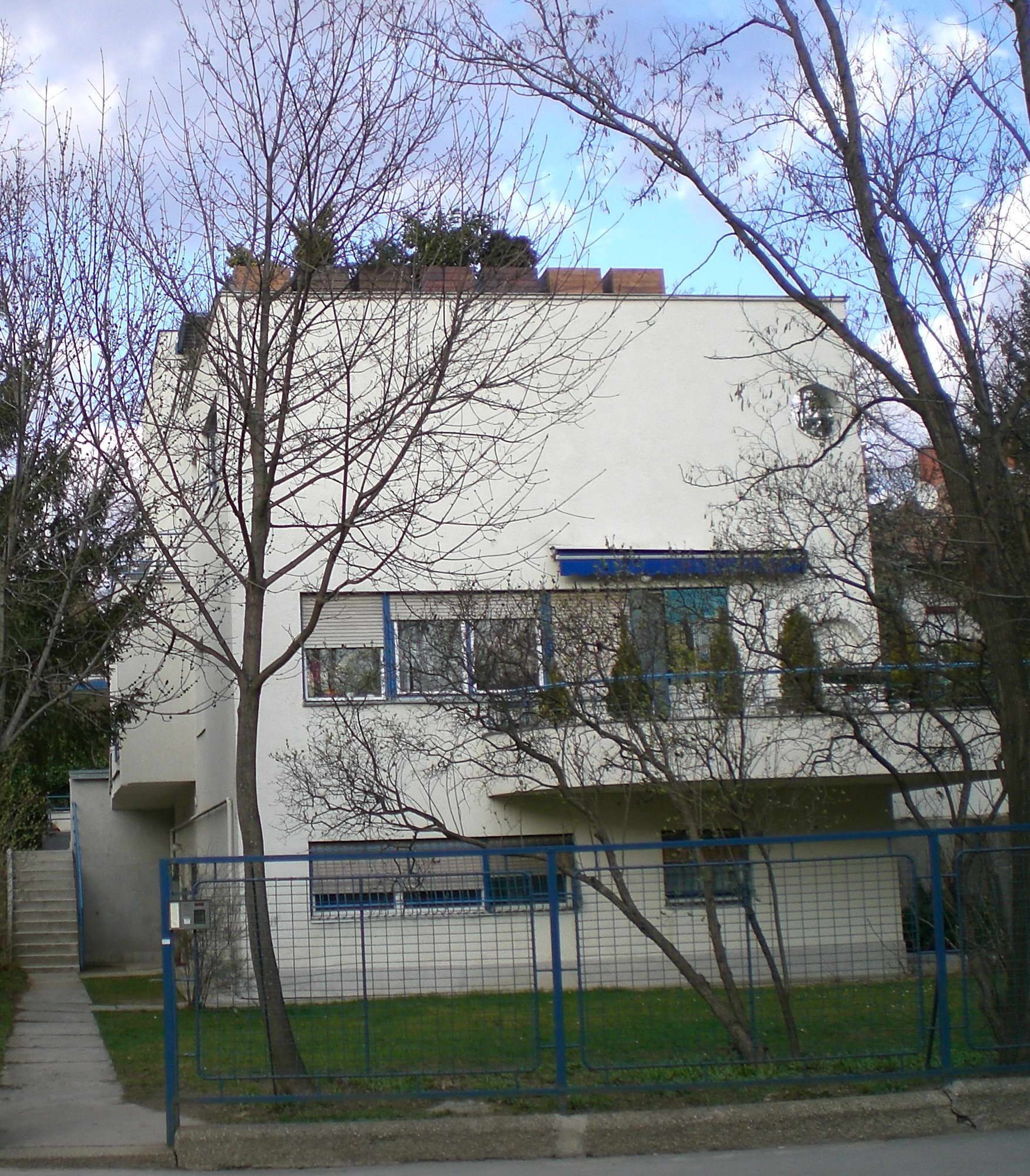
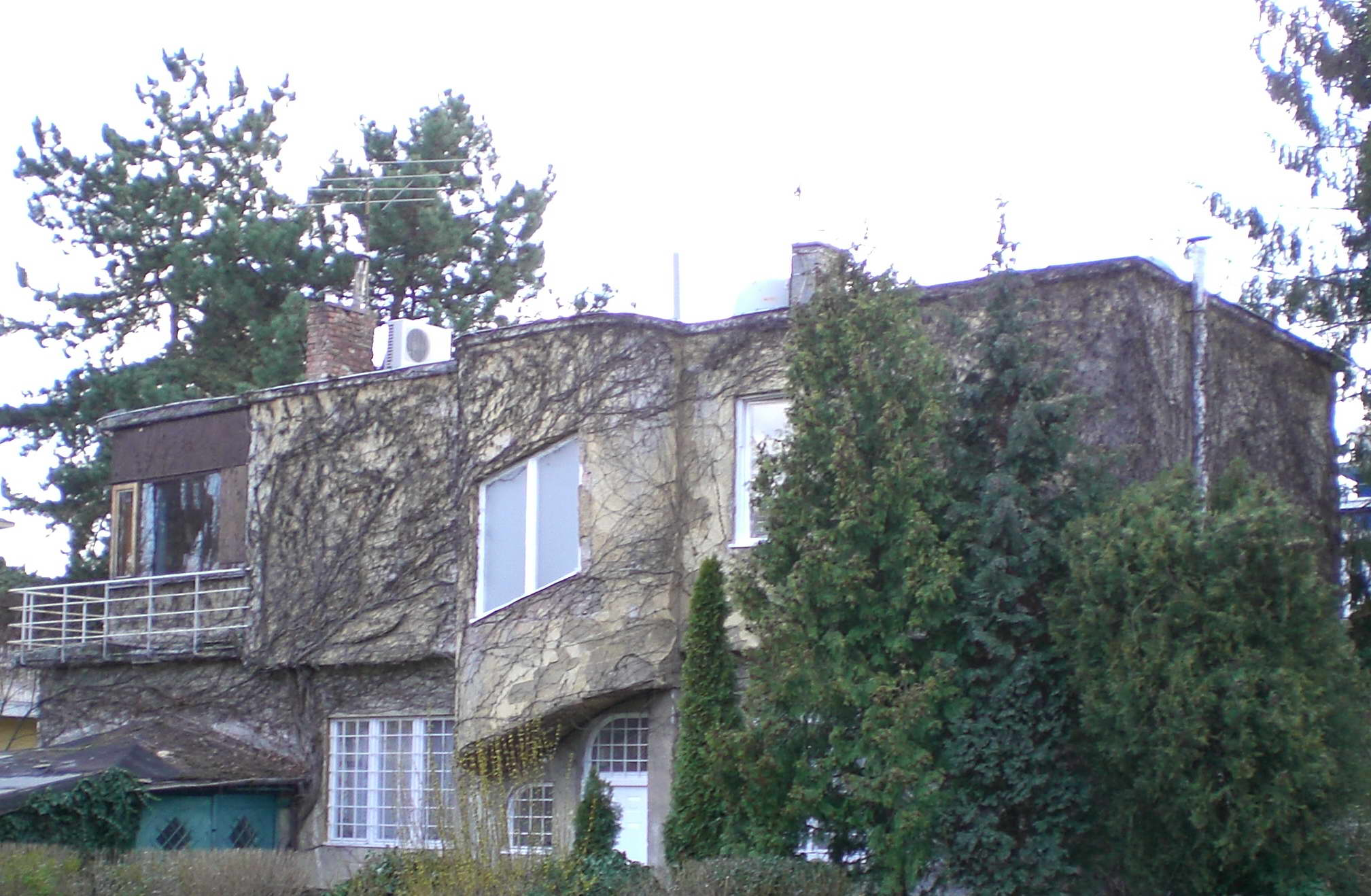
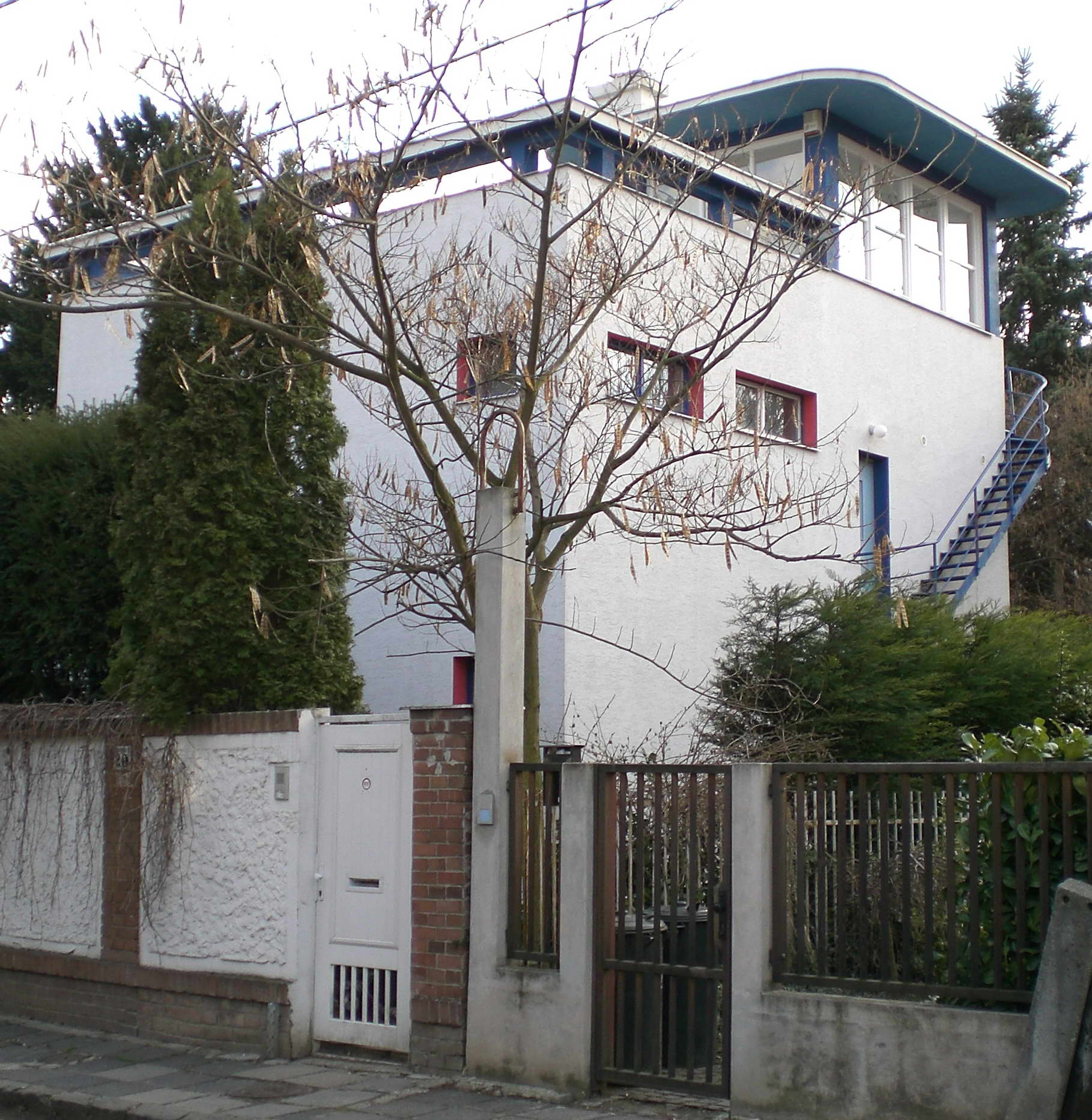
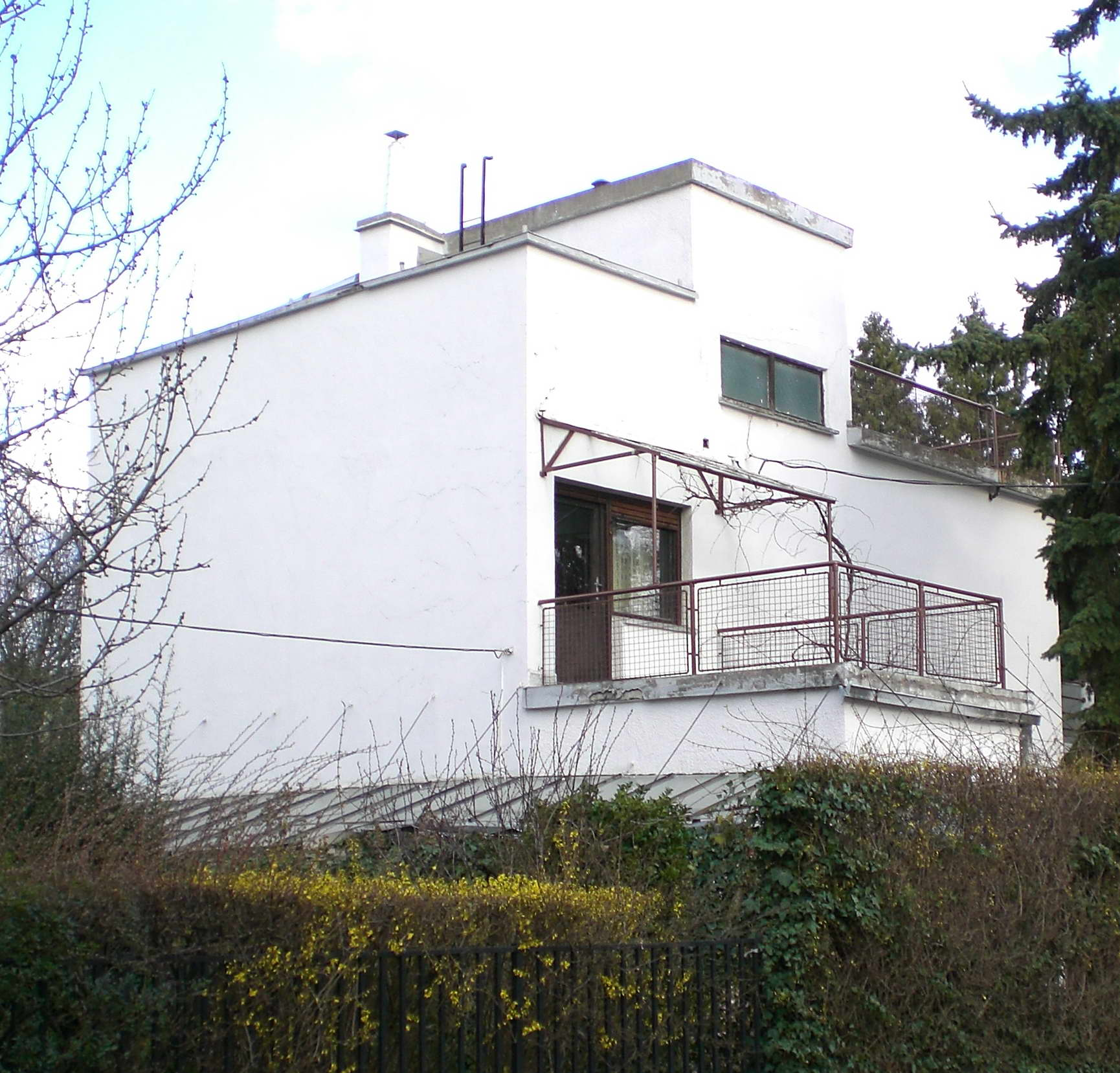
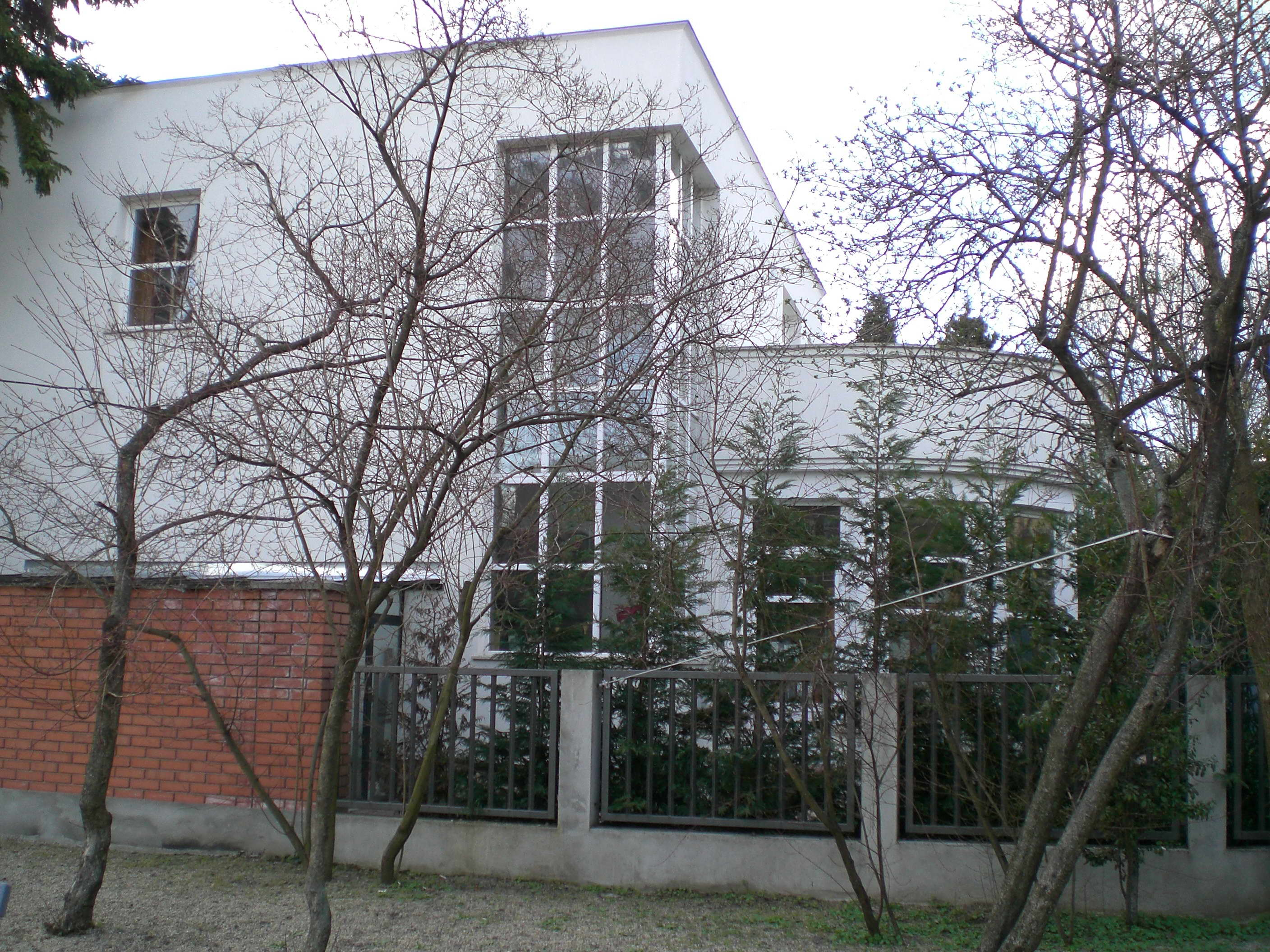
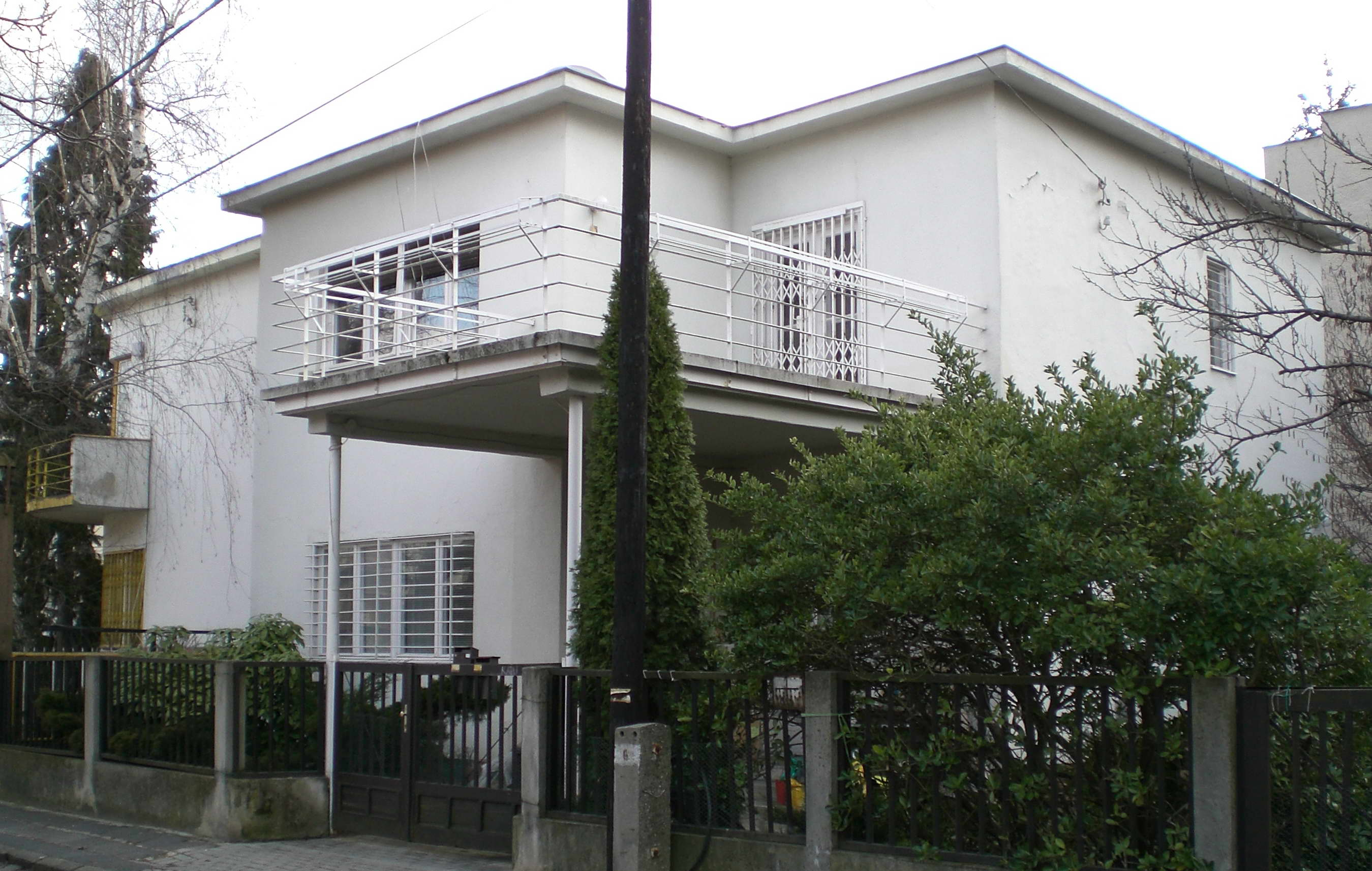
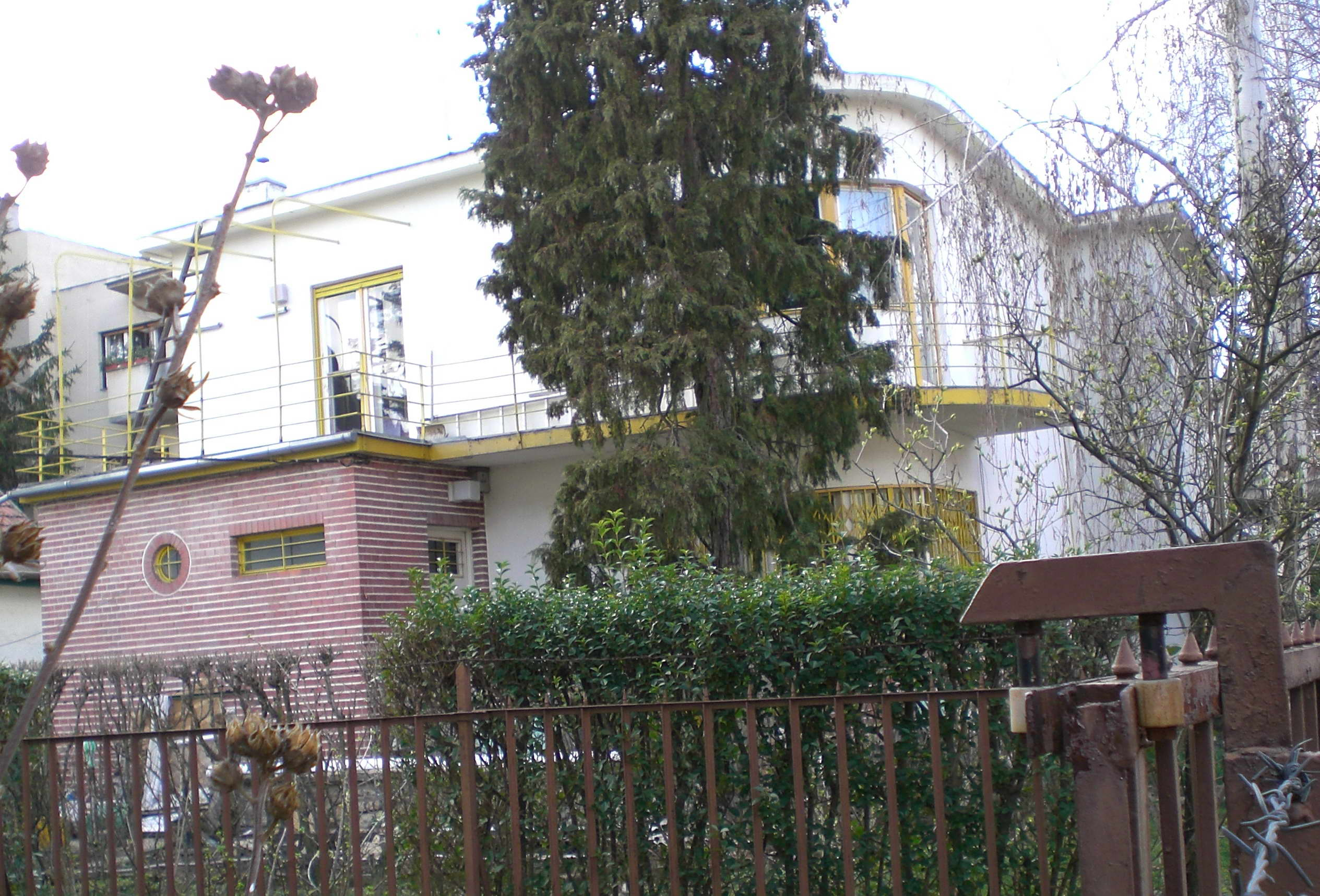
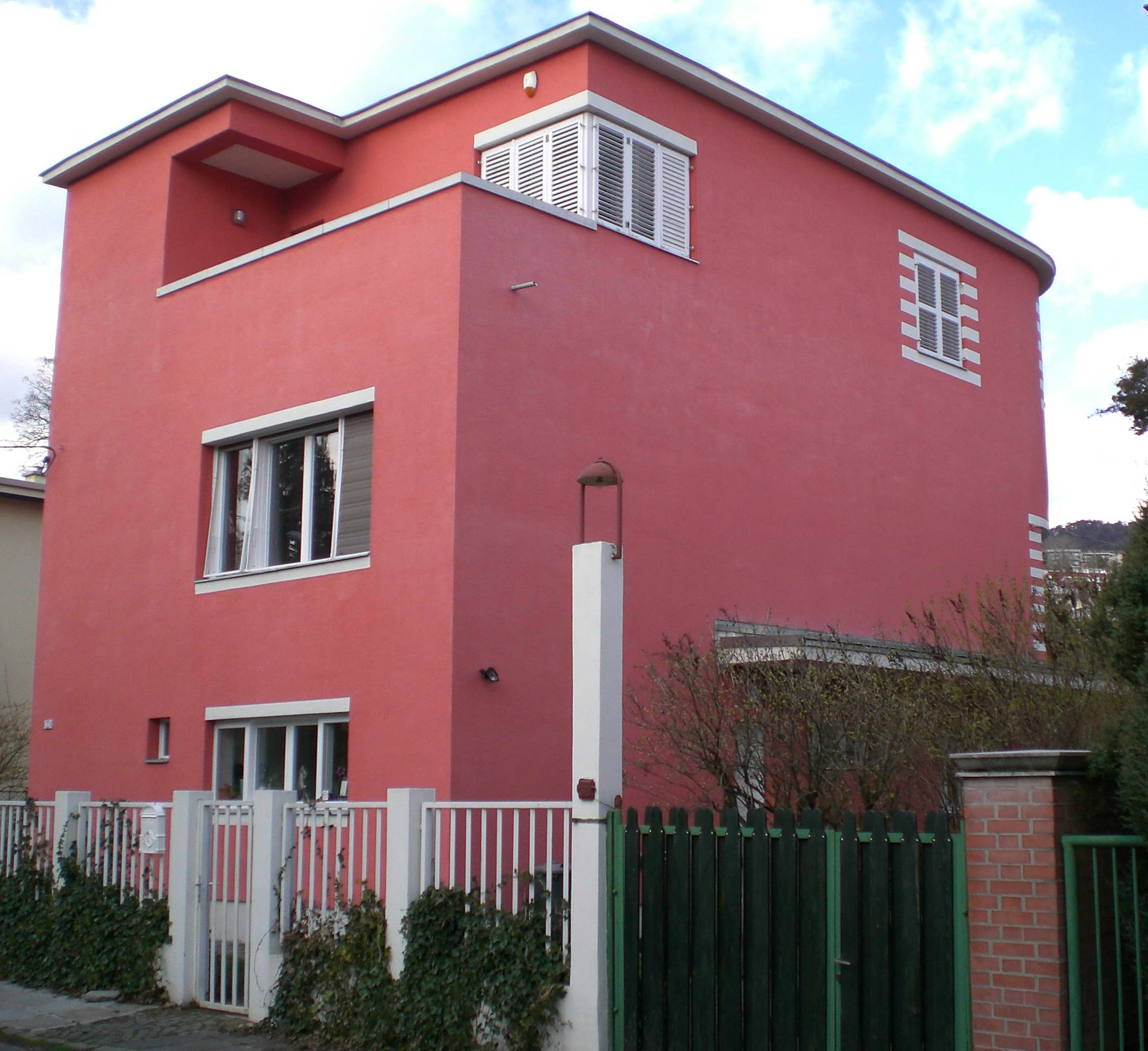
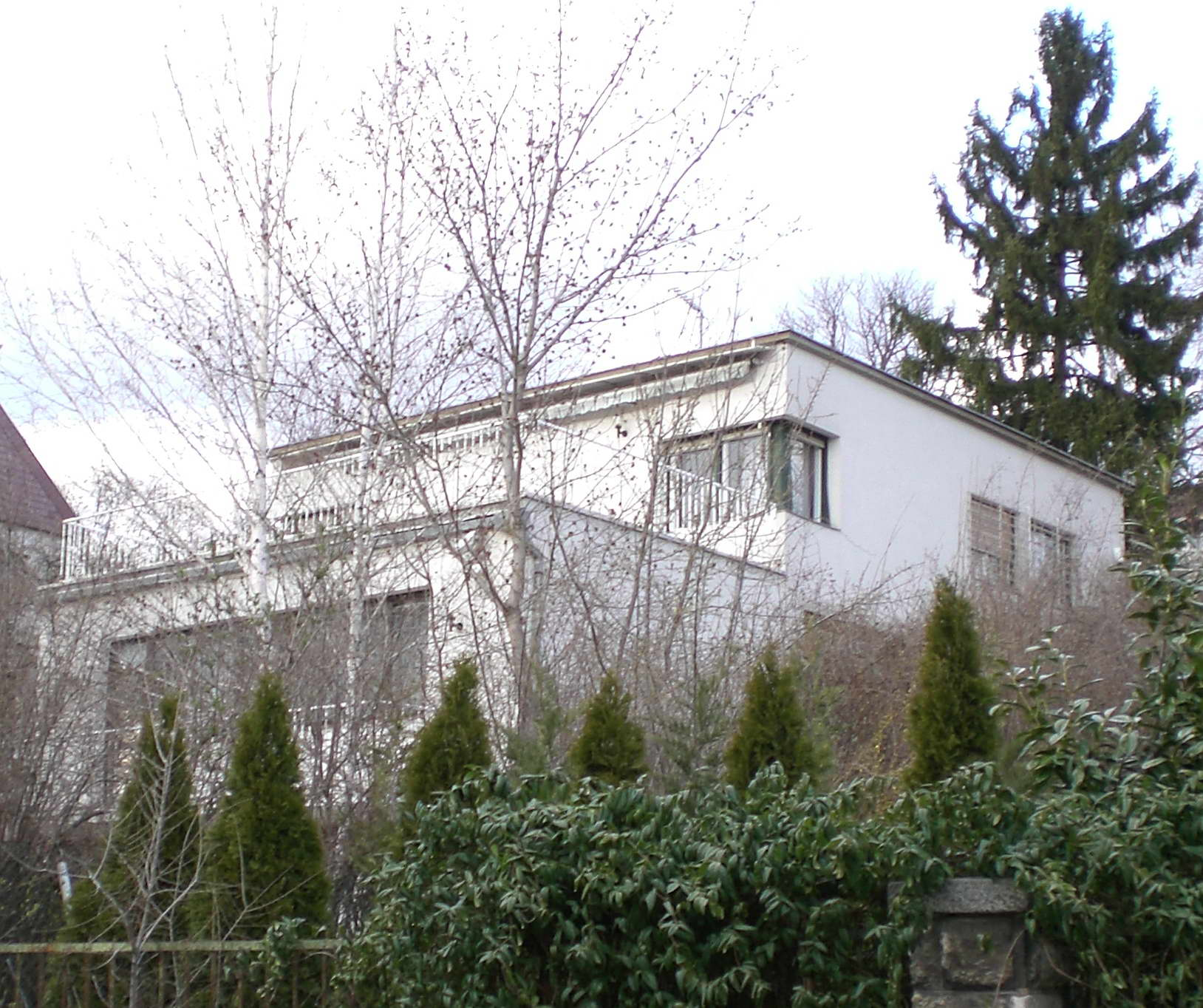
Casa di Nagy
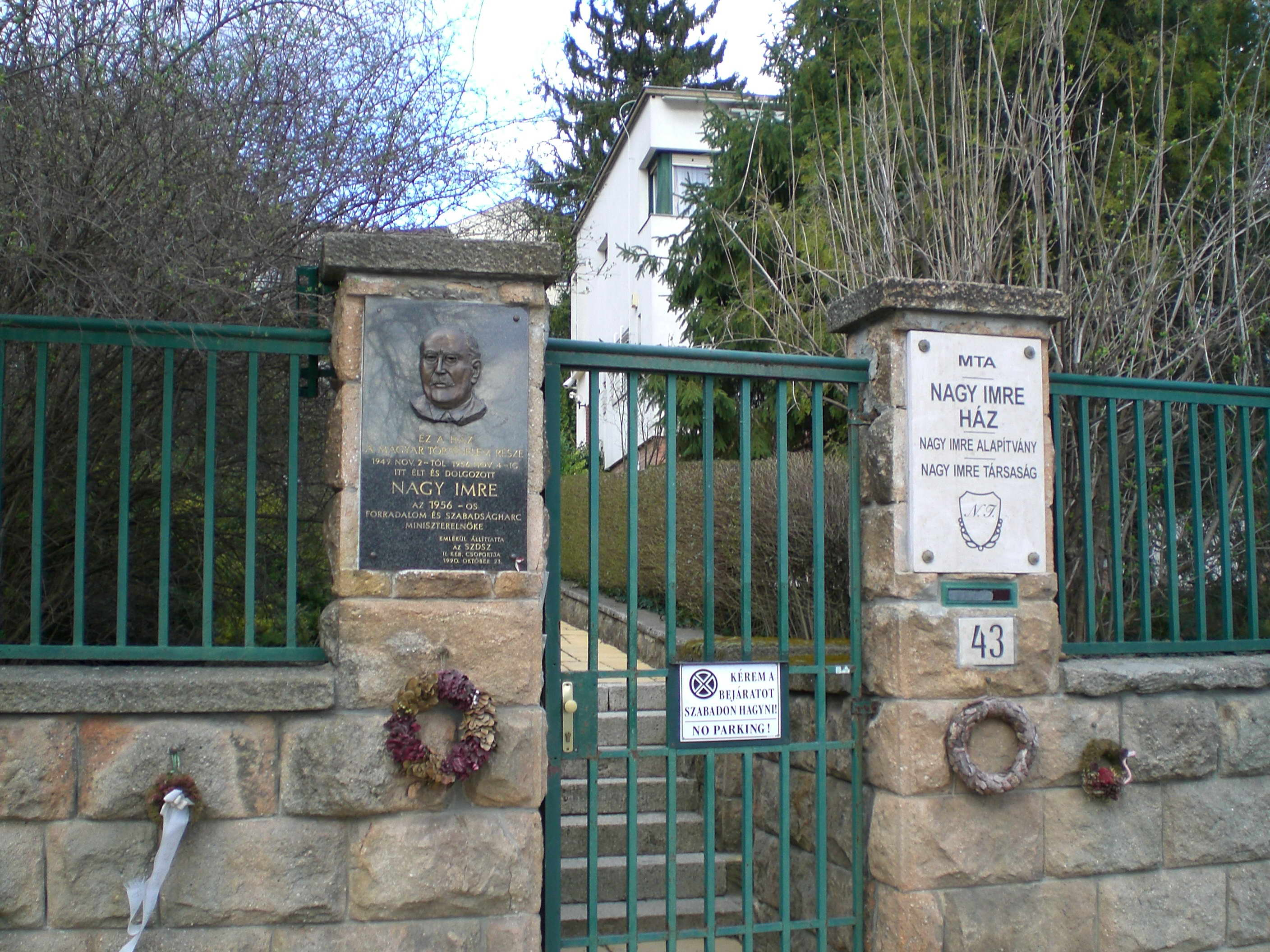
Casa di Nagy
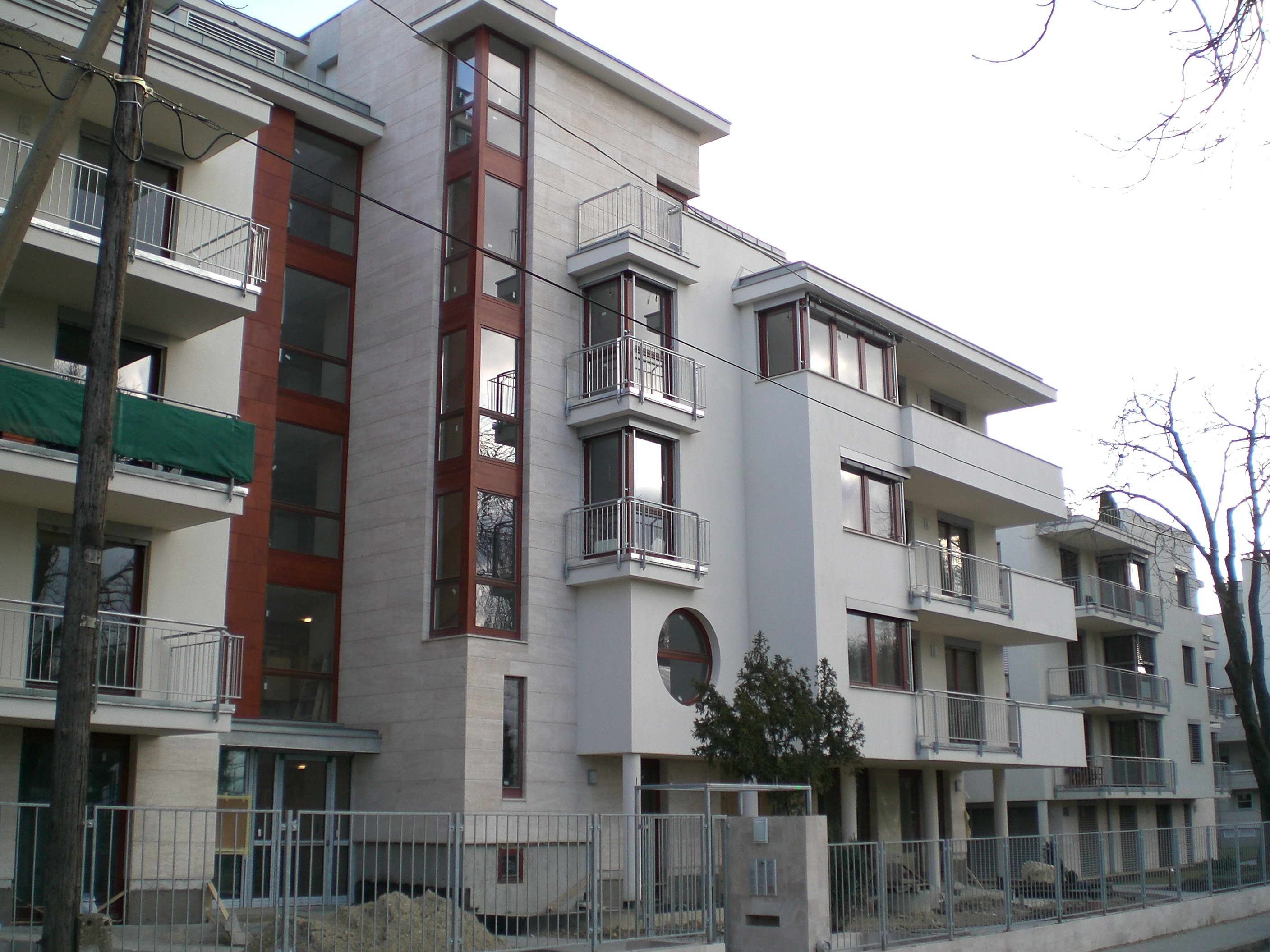
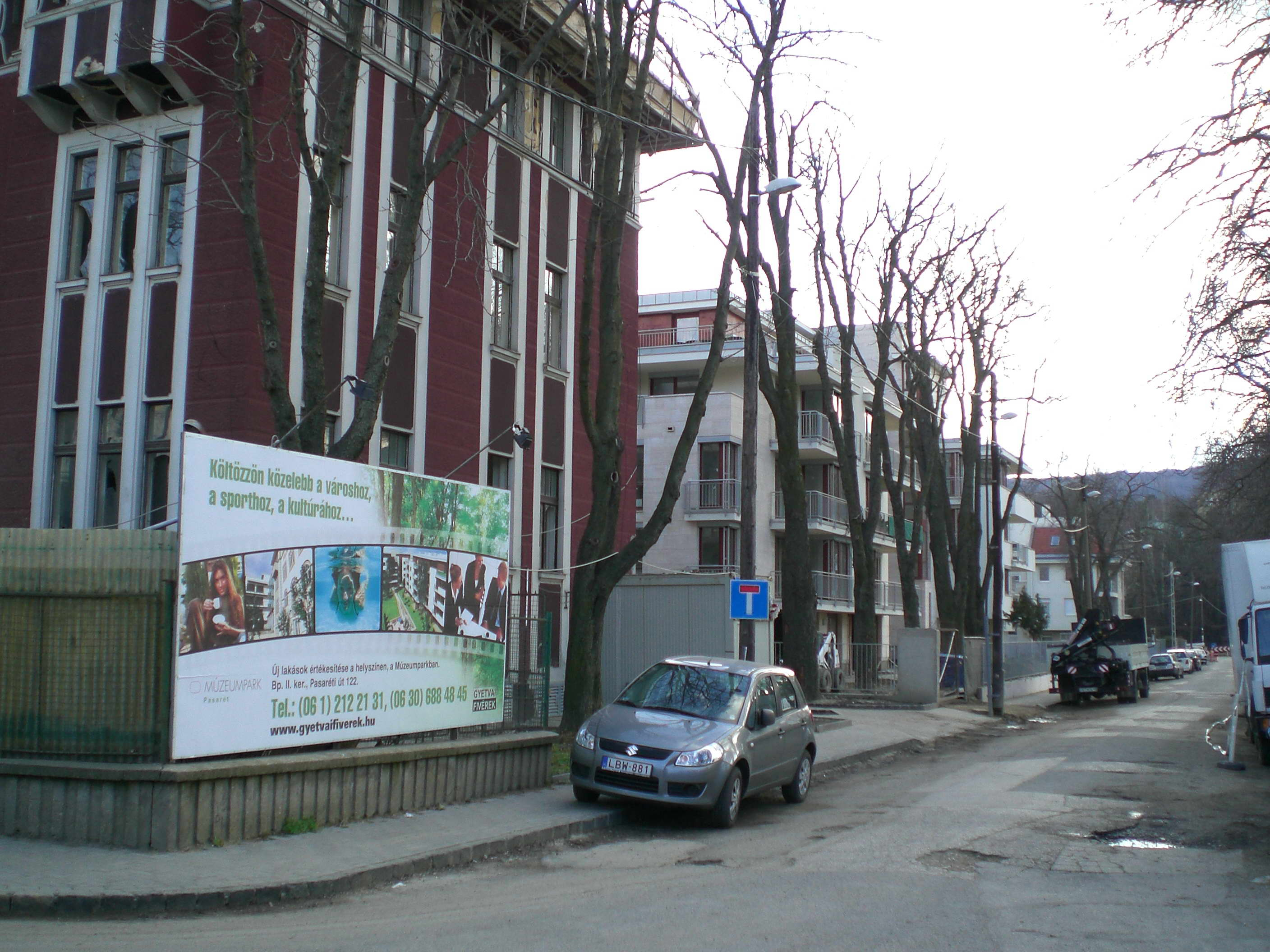